# H. A. 雷伊

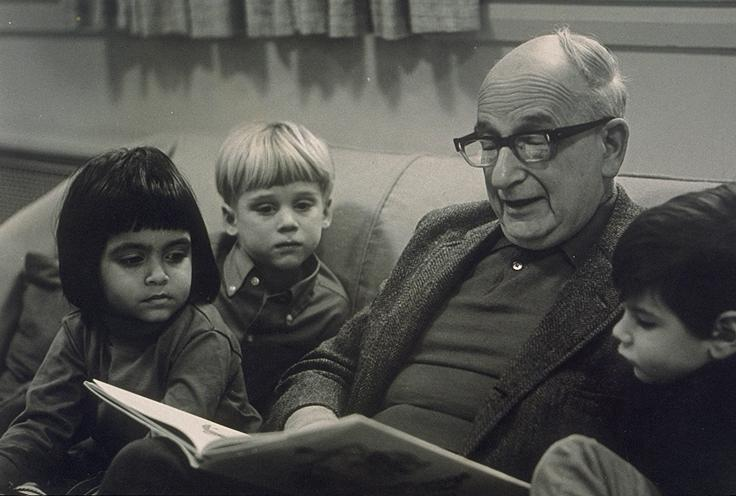
H. A. 雷伊

H. A. 雷伊（1898年9月16日 - 1977年8月26日）是德裔美国插画家和作家、儿童文学繪本作家。他生于德意志帝國汉堡。他和他的妻子都是德国犹太人。他們為了逃避納粹黨的迫害而逃離德國。 